# Erreur de pilotage

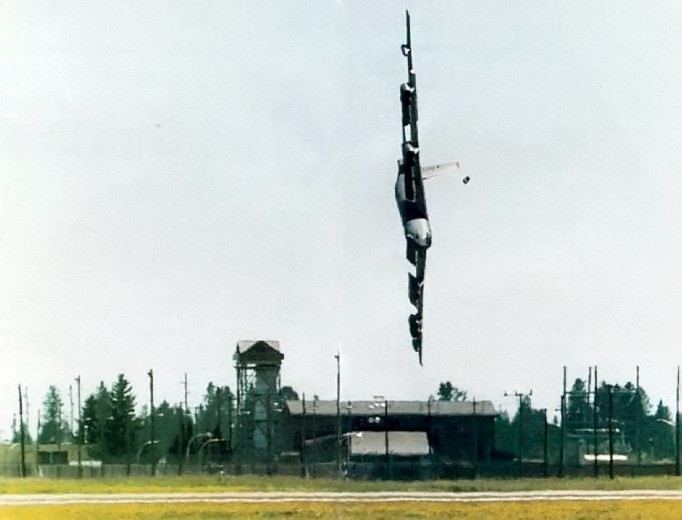
Bombardier B-52 sur le point de s’écraser à cause d’une erreur de pilotage (Fairchild Air Force Base, 1994).

Une erreur de pilotage désigne, lors d'un incident ou d'un accident aérien, le fait que le pilote est considéré comme essentiellement ou partiellement responsable de celui-ci. Les statistiques indiquent que la moitié des crashs aériens sont liés à des fautes de pilotage.

## Typologie
Les types d'erreurs sont multiples, et liées à des causes diverses. Elles peuvent venir directement du comportement du pilote (stress, manque de concentration, fatigue, maladie...), de sa réaction inadaptée face à une situation inattendue, du manque de préparation ou de formation, d'erreurs de jugement (incapacité subtile), de problèmes de communication (avec le copilote ou avec le contrôle aérien), du non-respect des procédures…

### Erreur de navigation
Un cas fréquent d'erreur de pilotage est lié aux erreurs de navigation, lors de la préparation au vol (cas de l'Hercule C-130 de l'US Air Force au départ de Jackson Hole le 17 août 1996, qui s'écrase contre une montagne) ou de l'atterrissage (cas du vol Ryanair FR 9884 le 26 mars 2006, qui s'est trompé d'aéroport de destination, en confondant l'aéroport de Ballykelly avec celui de Derry). Ce cas de figure est assez fréquent, et se produit paradoxalement plutôt par temps clair quand le pilote effectue un vol « à vue » que lorsqu'il utilise la navigation aux instruments. Jean-Pierre Otelli cite plus de 50 cas d'erreurs d'aéroport qui se sont produits entre 1960 et 2006.
Ce type d'erreur peut se produire aussi en cours de vol, par exemple avec un cap erroné fourni au pilote automatique : c'est ce qui s'est produit pour un vol des lignes intérieures brésiliennes entre Marabá et Belém, ou le cap fourni au pilote automatique a été 270° (plein ouest) au lieu du cap 027 (nord-est) ; l'équipage s'en est rendu compte, mais trop tard : le Boeing 727 s'est retrouvé à court de carburant au-dessus de la forêt amazonienne.

### Problèmes de communication
Les problèmes de communication peuvent affecter les décisions prises par les pilotes ; ces problèmes peuvent être liés aux communications entre le pilote et le copilote, ou entre les navigants et le contrôle aérien ou la tour de contrôle. Il peut s'agir d'informations erronées (piste ou conditions météo par exemple), de mauvaise compréhension ou d'omission d'information vitale, comme dans le cas de la catastrophe de Tenerife en 1977.
Le cas de la communication entre le pilote et le copilote est souvent caractérisé par ce qu'on appelle un « gradient d'autorité », c'est-à-dire un déséquilibre d'âge ou d'expérience dans le cockpit entre le pilote et le copilote, qui peut aboutir à une difficulté d'appréciation des situations de vol et se terminer par une erreur. Ce gradient d'autorité a pu être considéré dans certains cas comme un facteur aggravant dans les accidents, par exemple dans les cas du vol 548 British European Airways ou de celui du vol 708 West Caribbean.

### Autres types d'erreurs
Des erreurs peuvent être dues au non-respect des procédures : dans les années 1960, un Boeing 727[évasif] volant à 33 000 pieds, pour éviter les cumulonimbus demanda à monter à 35 000 pieds ; pour ce faire le commandant de bord décida de sortir de quelques degrés les volets (ce qui est normalement interdit en altitude), et comme le mécanicien de bord était parti aux toilettes, il coupa lui-même le circuit électrique sur le panneau du mécanicien naviguant ; celui-ci le remit en marche sans rien dire à son retour ; l'avion décrocha et partit en vrille. C'est le copilote qui fut à l'origine de la sortie de vrille en sortant le train d'atterrissage à la vitesse énorme de 480 nœuds, ce qui sauva l'avion et ses passagers.

## Impact sans perte de contrôle
L'impact sans perte de contrôle ou Controlled flight into terrain (CFIT) est le deuxième type d'accident le plus meurtrier qui se produit lorsqu'un un aéronef s'écrase sans que le pilote en ait perdu le contrôle. Bien qu'un problème mécanique puisse être à l'origine d'un CFIT, l'erreur de pilotage est le facteur le plus commun.

## Statistiques
Les erreurs de pilotage représentent la moitié des causes d'accident (quand elles sont connues) dans le transport aérien commercial (hors vols militaires et petits avions). À noter qu'une erreur de pilotage ne se termine pas toujours par un accident mortel.
| Cause                 | années 1980 | années 1990 | années 2000 |
| --------------------- | ----------- | ----------- | ----------- |
| Erreur de pilotage    | 46 %        | 51 %        | 54 %        |
| Autre erreur humaine  | 6 %         | 9 %         | 5 %         |
| Météo                 | 14 %        | 10 %        | 8 %         |
| Défaillance mécanique | 20 %        | 18 %        | 24 %        |
| Sabotage              | 13 %        | 11 %        | 9 %         |
| Autre                 | 1 %         | 1 %         | 0 %         |
| Total                 | 100 %       | 100 %       | 100 %       |

Un rapport de 2005 de l'AOPA Air Safety Fondation indique que 75,5 %  des accidents aériens survenus aux États-Unis en 2004 (y compris ceux des petits avions) sont liés à une erreur de pilotage.
D'après Jean-Gabriel Charrier, pilote instructeur et inspecteur à la DGAC, l'erreur de pilotage « n'est pas la cause d'un évènement mais la conséquence d'une situation particulière », et en analysant différents facteurs comme l'exigence de la tâche, la compétence, l'ergonomie... il estime qu'on obtient trois erreurs par vol en moyenne, heureusement le plus souvent sans conséquences. Les spécialistes américains de la gestion des ressources de l'équipage estiment pour leur part qu'un navigant commet en moyenne sept erreurs par heure de vol.

## Exemples notables
- Le 28 juillet 1945, un B-25 de l'armée américaine s'écrase sur le 79e étage de l'Empire State Building, à cause d'un épais brouillard sur Manhattan (voir : Accident aérien du B-25 Mitchell de l'Empire State Building).
- Le 28 février 1966, les astronautes Elliott See et Charles Bassett ont perdu la vie lorsque leur T-38 s'est écrasé à l'aéroport de Saint-Louis. Une enquête de la Nasa conclut que See volait trop bas lors de son approche (voir : Écrasement du T-38 de la NASA en 1966).
- Le 27 mars 1977, c'est la catastrophe de Tenerife : un pilote de la KLM n'a pas entendu, compris ou suivi les instructions de la tour de contrôle, causant la collision de deux Boeing 747 sur la piste de Tenerife ; 583 personnes ont péri dans ce qui reste à ce jour la plus grande catastrophe de l'histoire de l'aviation.
- Le 31 août 1988, le vol 1141 de la compagnie Delta Air Lines s'écrase lors du décollage après que l'équipage a oublié de déployer les volets (voir : Vol Delta Air Lines 1141).
- Le 23 mars 1994, le vol 593 de l'Aeroflot s'écrase lors de son vol vers Hong Kong. Le capitaine avait invité ses deux enfants dans le cockpit, et les avait fait asseoir sur le siège de pilotage contrairement aux règlements. Son fils de 15 ans avait accidentellement déconnecté le pilote automatique (voir : Vol Aeroflot 593).
- Le 30 juillet 1998 : crash de Quiberon entre un Beech et un Cessna à cause d'un vol à vue non autorisé.
- Le 4 janvier 2004, le vol 604 Flash Airlines s'écrase dans la Mer Rouge au large de Charm el-Cheikh. Les causes ne sont pas clairement déterminées à ce jour, mais la thèse de l’erreur humaine est privilégiée par le NTSB et le BEA.
- Le  31 mai 2009, le vol 447 Air France Rio de Janeiro - Roissy s'écrase dans l'Océan Atlantique à la suite d'un enchainement de fautes techniques (tube de pitot) et d'erreurs humaines.
- Le 10 avril 2010, c'est l'accident de l'avion présidentiel polonais à Smolensk : erreurs de pilotage aggravées par des mauvaises conditions météorologiques.